# 白河市立関辺小学校
白河市立関辺小学校（しらかわしりつ せきべしょうがっこう）は、福島県白河市にある公立小学校である。

## 沿革
- 1959年（昭和34年） - 白河市立第三小学校の分校より独立。
- 1979年（昭和54年） - はだし教育開始。
- 1981年（昭和56年） - 体力つくり指定校となる。

## はだし教育
はだし教育発祥の学校である。1979年よりはだし教育を行なっている。校内での生活は原則として全員裸足である。

## 体力つくり
はだし教育のほか、逆立ち、一輪車、縄跳びなどをマスターさせるといった体力向上の活動を行なっている。